# 岡本百合
岡本百合（日语：岡本ゆり，1958年6月5日—），日本漫畫家，本名岡本百合子，現居於岡山縣
。

## 經歷
廣島縣出身，1976年高中三年級的寒假以〈二人の恋のラブレター〉（1977年別冊少女コミック增刊5月號刊登）獲得週刊少コミ新人賞而出道，同期獲獎的還有佐藤史生
。高中畢業後一邊工作一邊畫漫畫，一年後辭職成為專職的漫畫家。著有《魔繩美少女》、《蛋糕俱樂部》等。